# شارون دن ادل
شارون جانی دن اَدل (به انگلیسی: Sharon Janny den Adel) خوانندهٔ سوپرانو/متزو سوپرانو و آهنگ‌ساز هلندی است که بیشتر به‌عنوان خوانندهٔ گروه سیمفونیک متال ویثین تمپتیشن مشهور است.

## درباره
او از سن ۱۳ سالگی با گروه‌های مختلف موسیقی از جمله گروه بلوز/راک کاشیرو همکاری می‌کرد تا اینکه در سال ۱۹۹۶ به همراه شریک زندگی‌اش رابرت وسترهولت ویثین تمپتیشن را بنیان‌گذاردند.
صدای شارون نقش بزرگی در گروه ویثین تمپتیشن دارد ولی به گفتهٔ خود شارون او هیچ‌گاه به صورت کلاسیک آموزش خوانندگی ندیده بلکه با شنیدن صدای خوانندهای دیگر و تمرین کردن، صدای خود را به این سطح رسانده‌است.
قبل از این که شارون به صورت تمام‌وقت به کار خوانندگی بپردازد او یک طراح لباس در یک کمپانی مد بود ولی بعد از موفقیت گستردهٔ آلبوم ملکهٔ یخ کار قبلی خود را رها کرد و بیشتر به خوانندگی و نوشتن آهنگ برای گروه پرداخت. ولی او هنوز به خوبی از عهدهٔ این‌کار برمی‌آید و لباس‌های خودش و افراد گروه را هم شخصاً طراحی می‌کند.
او با گروه‌های موسیقی دیگر مانند Aemen, After Forever, De Heideroosjes و چند گروه دیگر همکاری داشته‌است و برای آنها خوانندگی کرده و همچنین در سال ۲۰۰۸ برای آرمین ون بورن آهنگساز ترنس خوانندگی کرده‌است.
شارون و رابرت دختری به نام اوا لونا دارند که در ۷ دسامبر ۲۰۰۵ به دنیا آمد. شارون در زمان برگزاری تور آلبوم The Silent Force لونا را باردار بود.
شارون حداقل در ۱۰ کشور مختلف زندگی کرده‌است و رقصی که در کنسرت‌ها انجام می‌دهد برگرفته از زقص محلی بالی هند هست که مدت کوتاهی در کودکی آنجا زندگی کردهاست.
از یک سالگی تا ۶ سالگی در اندونزی زندگی کرده‌است.
او یک مسیحی کاتولیک است.
او سه فرزند دارد به نام‌های اِوا لونا، روبین آیدن، لوگان آروین که به ترتیب در ۷ دسامبر ۲۰۰۵ و ۱ جون ۲۰۰۹ و ۳۱ مارس ۲۰۱۱ به دنیا آمده‌اند.

## آلبوم‌های ویثین تمپتیشن[۲]

### آلبوم‌های استودیویی
| نام آلبوم                  | معنی نام    | سال انتشار |
| ۱. Enter                   | ورود        | ۱۹۹۷       |
| ۲. Mother Earth            | مام زمین    | ۲۰۰۱       |
| ۳. The Silent Force        | نیروی سکوت  | ۲۰۰۴       |
| ۴. The Heart of Everything | قلب همه چیز | ۲۰۰۷       |
| ۴. The Unforgiving         |             | ۲۰۱۱       |

### لایو
| نام               | سال انتشار |
| ۱. Black Symphony | ۲۰۰۸       |

### EPها
| نام                     | معنی نام   | سال انتشار |
| ۱. The Dance            | رقص        | ۱۹۹۸       |
| ۲. Running Up That Hill |            | ۲۰۰۳       |
| ۳. The Howling          | زوزه کشیدن | ۲۰۰۷       |

### تک‌آهنگ‌ها
| نام                             | معنی نام            | سال انتشار |
| ۱. Restless                     | بی‌قرار              | ۱۹۹۷       |
| ۲. Our Farewell                 | وداع ما             | ۲۰۰۱       |
| ۳. Ice Queen                    | ملکهٔ یخ             | ۲۰۰۱       |
| ۴. Mother Earth                 | مام زمین            | ۲۰۰۳       |
| ۵. Never Ending Story           | داستان بی‌پایان      | ۲۰۰۳       |
| ۶. Running Up That Hill         |                     | ۲۰۰۳       |
| ۷. Stand My Ground              |                     | ۲۰۰۴       |
| ۸. Memories                     | یادگارها            | ۲۰۰۵       |
| ۹. Angels                       | فرشتگان             | ۲۰۰۵       |
| ۱۰. ‎Jillian (I'd Give My Heart)‎ |                     | ۲۰۰۵       |
| ۱۱. What Have You Done          |                     | ۲۰۰۷       |
| ۱۲. Frozen                      | یخ‌بسته              | ۲۰۰۷       |
| ۱۳. The Howling                 | زوزه کشیدن          | ۲۰۰۷       |
| ۱۴. All I Need                  | همهٔ چیزی که می‌خواهم | ۲۰۰۵       |
| ۱۵. Forgiven                    | بخشوده              | ۲۰۰۸       |

### دی‌وی‌دی‌ها
| نام مجموعه               | سال انتشار |
| ۱. Mother Earth Tour     | ۲۰۰۲       |
| ۲. The Silent Force Tour | ۲۰۰۵       |
| ۳. Black Symphony        | ۲۰۰۸       |

## در جایگاه خواننده مهمان
- Embrace (Voyage, 1996) "Frozen"
- Bash (Silicon Head, 1997) "Hear"
- Into the Electric Castle (ارین،  ۱۹۹۸) «Isis & Osiris», «Amazing Flight», «The Decision Tree», «Tunnel of Light», «The Garden of Emotions», «Cosmic Fusion», «Another Time, Another Space»
- Schizo (De Heideroosjes, 1999) «Regular Day in Bosnia»
- Prison of Desire (افتر فوراور،  ۲۰۰۰) «Beyond Me»
- The Metal Opera (اَونتیژا،  2000) "Farewell"
- Inside (Orphanage, 2000) "Behold"
- Architecture of the Imagination (Paralysis, 2000) "Fly", "Architecture of the Imagination»
- Fast Forward (De Heideroosjes, 2001) «Last Call to Humanity»
- Fooly Dressed (Aemen, 2002) "Time", "Waltz"
- The Metal Opera Part II (اَونتیژا،  ۲۰۰۲) «Into the Unknown»
- Hymn to Life (تیمو تولکی،  ۲۰۰۲) «Are You the One?»
- Lucidity (Delain, 2006) «No Compliance»
- «Crucify" (De Laatste Show-band, توری اموس cover live)
- Imagine (Armin van Buuren, 2008) «In and Out of Love»